# Aú compasso
L'aú compasso (litt. "roue compas", en portugais), également appelé aú chibata solto (litt. "roue cravache relâchée"), est un coup de pied rotatif de capoeira qui consiste à pivoter sur soi-même pour frapper l'adversaire au visage en ne prenant appui que sur une main. Cette technique est semblable à l'aú chibata et à la meia-lua presa sauf qu'on termine le mouvement debout et que les pieds ne touchent pas le sol. L'élan se prend de la même manière qu'une roue à une main qu'on effectuerait sur la deuxième main (en croisant le bras devant le corps), mais la jambe passe devant le corps et non par-dessus.